# یونانی‌ها در ترکیه
یونانی‌ها در ترکیه (ترکی استانبولی: Rumlar) جمعیتی از یونانیان و مسیحیان یونانی زبان ارتدوکس شرقی هستند که بیش تر در استانبول و دو جزیره غربی ورودی به تنگه داردانل یعنی تندوس و امبروس زندگی می‌کردند. آن‌ها باقی مانده ۲۰۰ هزار یونانی برآورد شده ای هستند که تحت قوانین پیمان نامه مربوط به تبادل جمعیت‌های یونانی و ترک باقی مانده در پی تبادل جمعیتی سال ۱۹۲۳ میلادی، به صورت اجباری جا به جا شدند به این ترتیب که حدود ۱،۵۰۰،۰۰۰ میلیون نفر یونانی از فلات آناتولی و تراس شرقی به یونان و حدود ۵۰۰ هزار ترک از یونان (به جز تراس غربی) به ترکیه منتقل شدند.

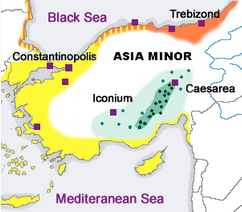
Distribution of Anatolian Greeks in 1910. Demotic Greek speakers in yellow. Pontic in orange. Cappadocian Greek in green.[۷] Shaded regions do not indicate that Greek-speakers were a majority.
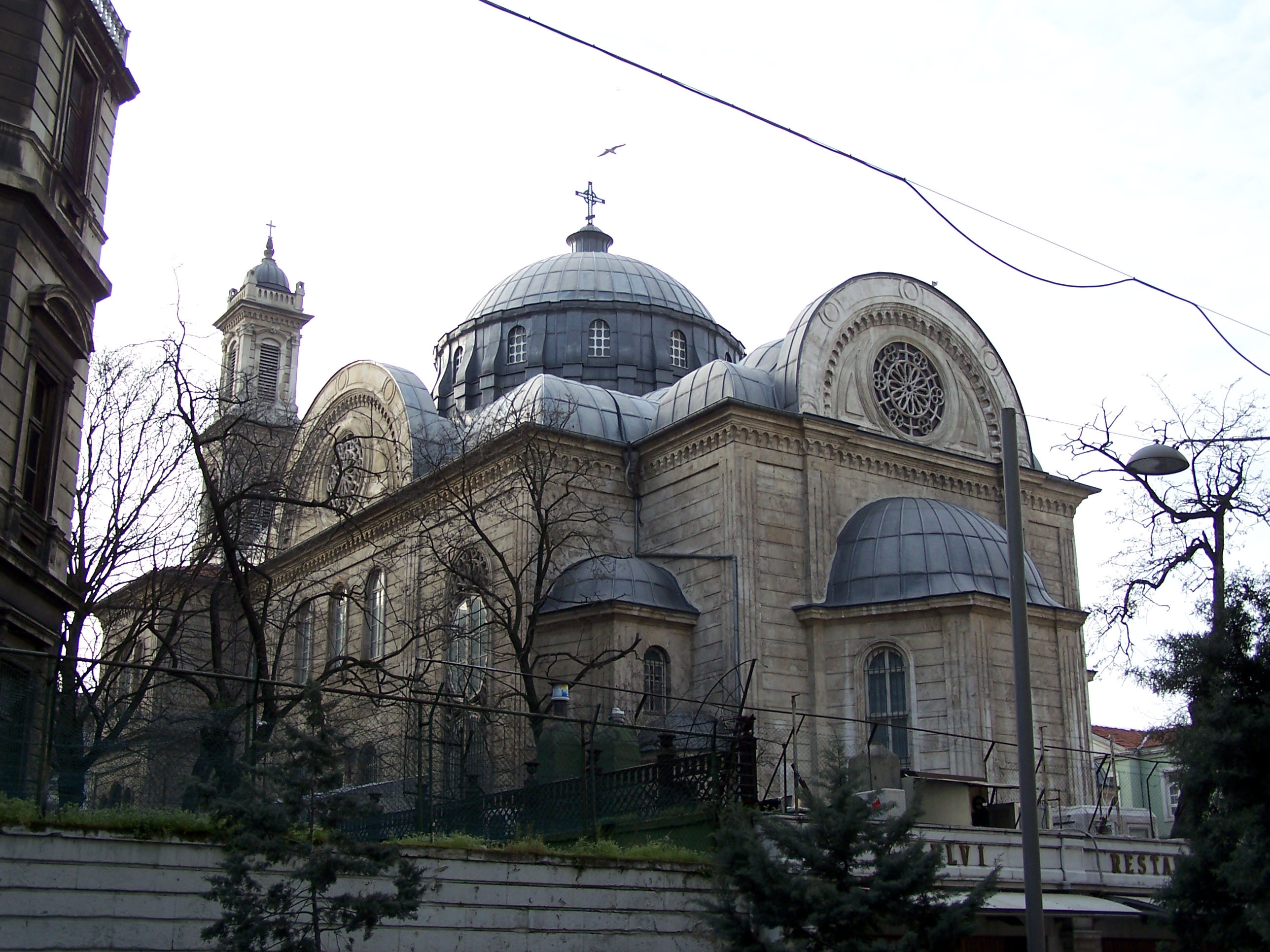
Agia Triada Greek Orthodox church in Beyoğlu, Istanbul
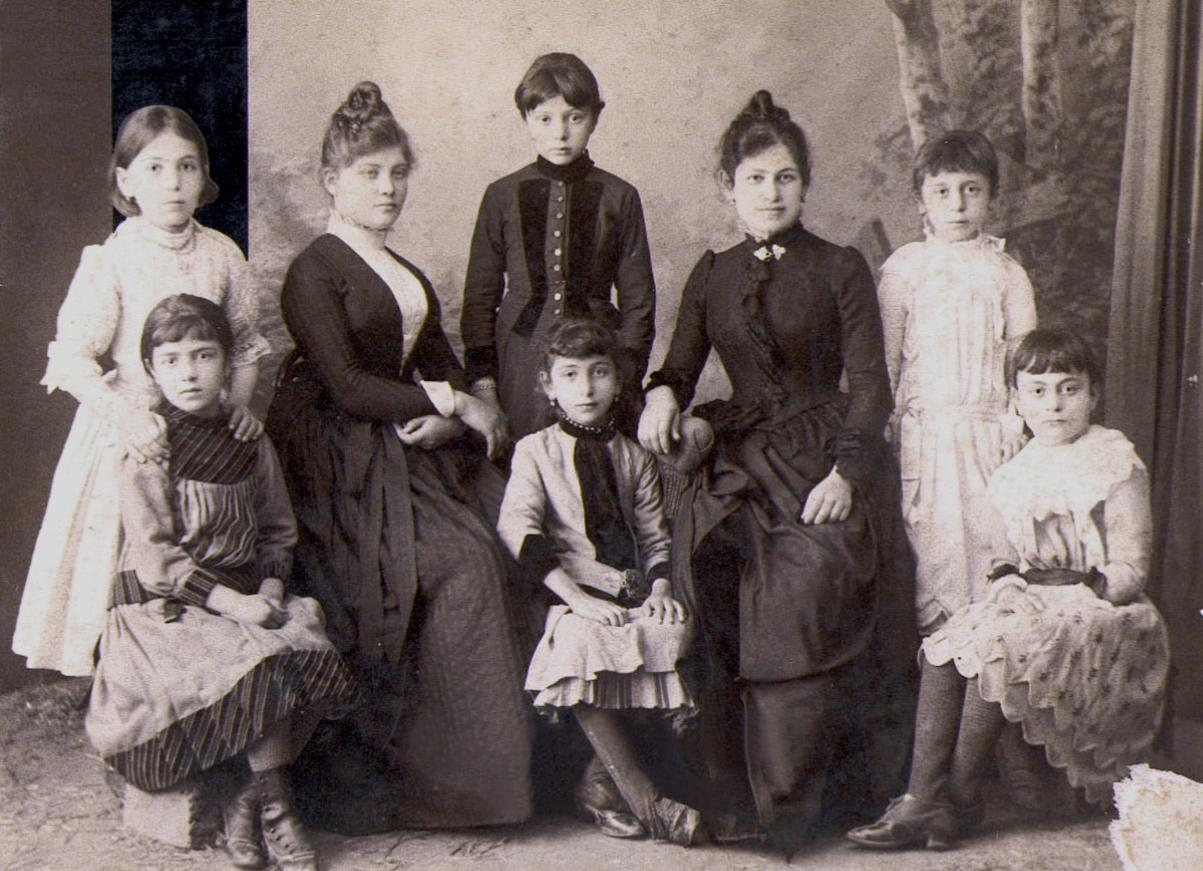
Pontian Greek ladies and children of Trebizond, early 20th century]]Hellenism in the Near East 1918.jpg|The Greek Kingdom and the Greek diaspora in the Balkans and western Asia Minor, according to Professor G. Soteiriadis, 1919
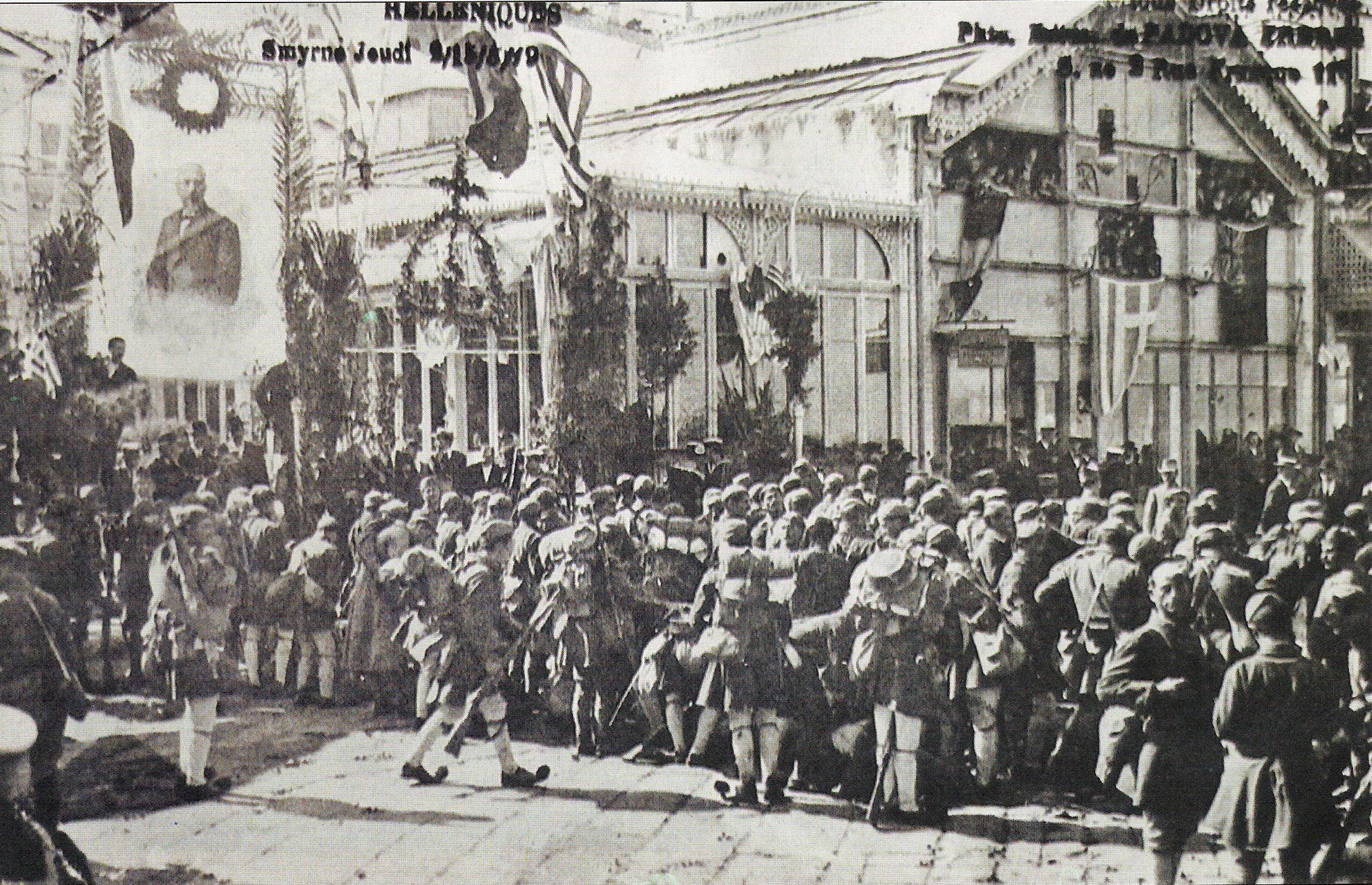
Greek soldiers taking their posts in Smyrna amidst the jubilant ethnic Greek population of the city, 15 May 1919.
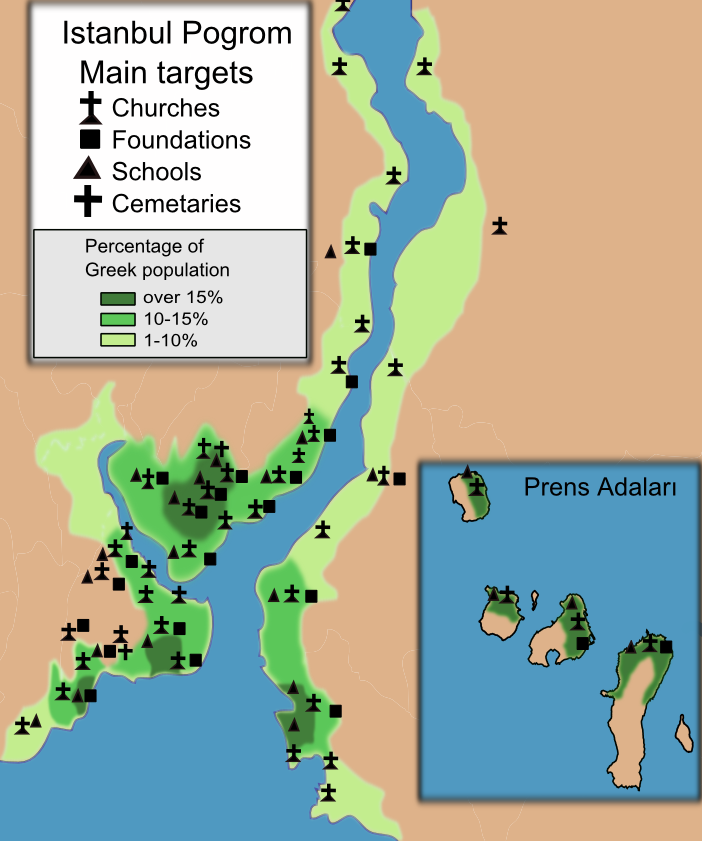
The main targets of the anti-Greek riots in Istanbul; 6–7 September 1955.
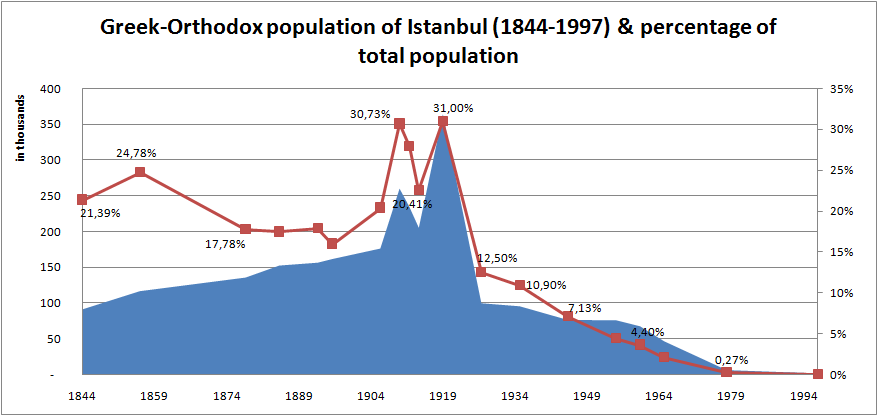
Greek population in Istanbul (1844-1997) and percentage of the total city population